# 丹尼斯·米切尔
丹尼斯·米切尔（英語：Dennis Mitchell，1966年2月20日—），美国男子田径运动员。他曾代表美国参加1988年、1992年和1996年夏季奥林匹克运动会田径比赛，获得一枚金牌、一枚银牌和一枚铜牌。